# Bataille de Beauharnois
Rébellion des Patriotes
Batailles
Saint-Denis – Saint-Charles – Saint-Eustache – Beauharnois – Baker's farm – Lacolle – Odelltown
La bataille de Beauharnois ou le Soulèvement de Beauharnois est une bataille qui eut lieu en novembre 1838 lors de la Rébellion des Patriotes.

## Déroulement
Le 3 novembre 1838, après s’être regroupés à Sainte-Martine, près de quatre cents rebelles(rejoints par 200 autres) marchent sur Beauharnois. La ville passe, sans combat, sous contrôle patriote jusqu'à l'arrivée des troupes du Glengarry Highlanders. Le 5 novembre certains patriotes rapportant qu'un vapeur, le "Henry Brougham", rempli de soldats anglais venant de Glengarry, était en route vers Beauharnois afin de venir assurer la protection des loyalistes de la seigneurie de Beauharnois. Les patriotes décidèrent de s'emparer du vapeur et de ses occupants. Il ne trouvèrent que quelques soldats parmi tous ces gens et les Patriotes se sont aperçus que la rumeur était fausse. Ils firent descendre tous les passagers qu'ils ont ajouté aux autres loyalistes fait prisonniers lors de la prise de la vile. Après quoi les Patriotes ont décidé de couler le vapeur. Quelques jours après la victoire des Patriotes, on apprit la nouvelle qu'une armée du gouvernement composée de 1 200 hommes, venant de Glengarry, était en route vers Beauharnois. François-Xavier Prieur trouva 250 hommes qui voulaient encore se battre et les amena sur la route de Saint-Timothée[réf. nécessaire]. Ils se placèrent derrière un mur de pierre, armés de leurs fusils et de canons de bois cerclés de fer, les 250 hommes attendirent l'arrivée de l'armée anglaise qui ne viendra pas. La nuit étant tombée, les derniers Patriotes comprirent qu'il n'y avait plus rien à faire et se dispersèrent. Le lendemain, Carmichael entra dans Beauharnois sans résistance armée. C'était la fin du soulèvement de 1838, une semaine après avoir commencé. Les loyalistes s'emparèrent de plusieurs habitants du village et les gardèrent prisonniers dans le moulin du village. Les Loyalistes du Haut-Canada incendient 40 maisons et en pillent 350. Après quelques jours, soit le 1er décembre, les Patriotes furent transférés à la prison de Montréal où ils furent jugés et condamnés.